# Saint-Aubin-Fosse-Louvain

Saint-Aubin-Fosse-Louvain este o comună în departamentul Mayenne, Franța. În 2009 avea o populație de 247 de locuitori.